# Odmjerni cilindar
Odmjerni cilindar je vrsta laboratorijskog posuđa koje služi grubom mjerenju i mućkanju dviju tekućina koje se djelomice ili uopće ne miješaju. Slični su menzurama, no na vrhu imaju ubrušeno grlo i mogu se začepiti. Baždareni su na ulijevanje.